# Смертюк, Богдан Степанович
Богда́н Степа́нович Смертю́к (14 июня 1948 — 16 февраля 2025) — советский и российский архитектор, заслуженный архитектор Российской Федерации.

## Биография
В 1971 году окончил Львовский политехнический институт, архитектурный факультет. Дипломная работа удостоена серебряного диплома Всесоюзного смотра лучших дипломных проектов 1971 года. 

Профессиональную творческую деятельность начал с должности старшего архитектора проектной мастерской Кабардино-Балкарского областного совета по туризму и экскурсиям ВЦСПС в г. Нальчике.

Одной из первых работ стал проект кафе на 50 мест в кемпинге «Урвань».
Впоследствии работал Главным архитектором проектов Головного института «Туристпроект» вплоть до 1992 г. 

В 1992 году решением Президиума Центрального правления Союза архитекторов России была организована «Персональная творческая архитектурная мастерская Смертюка Б. С.».
- член градостроительного совета Министерства строительства и архитектуры КБР.
- член градостроительного совета г. Нальчика.

Принимая активное участие в подготовке высококвалифицированных кадров в Кабардино-Балкарской республике, Смертюк Б. С. в 1997 году организовал архитектурный класс по довузовской подготовке в гимназии № 29 г. Нальчика на базе Ростовской государственной академии архитектуры и искусств (с 2006 г. — Институт архитектуры и искусств ЮФУ), и в РГААИ прошло обучение более 60 студентов — выпускников архитектурного класса. Архитектурный класс в 2002 и 2005 гг. становился победителем в номинации «Лучшая архитектурная студия (класс)» на форумах архитекторов Юга России. 
Смертюк Б. С. являлся постоянным консультантом дипломных проектов нальчан — студентов Института архитектуры и искусств ЮФУ, лично подбирая им темы по актуальным проблемам архитектуры и градостроительства в Кабардино-Балкарской республике.
В соавторстве с Смертюком П. Б. была запроектирована (2003 г.) и реализована (2006 г.) первая очередь подъёма «Азау — Старый кругозор» пассажирской гондольной канатной дороги «Азау — Мир», Приэльбрусье, КБР.
Умер 16 февраля 2025 года в возрасте 76 лет.

## Награды и звания
За достижения в архитектуре и градостроительстве архитектор Смертюк Б. С. в 1997 году был награждён медалью Союза архитекторов России «За высокое зодческое мастерство» 

С 2000 года являлся советником Российской академии архитектуры и строительных наук

В 2001 году награждён Почётным Дипломом «За преданность содружеству зодчих и в связи с ХХ-летием Союза архитекторов России» 

В 2005 году награждён знаком «Почётный архитектор России».
В 2013 году присвоено звание заслуженный архитектор Российской Федерации.